# Cerezo Osaka 1994
Questa voce raccoglie le informazioni riguardanti il Cerezo Osaka nelle competizioni ufficiali della stagione 1994.

## Stagione
Iscrittosi alla J. League come membro associato del torneo e mutato il proprio nome in Cerezo Osaka, al termine della stagione la squadra, classificatasi al primo posto nella Japan Football League, ottenne l'accesso nella lega professionistica nazionale. Subito dopo la conclusione del campionato, il Cerezo Osaka partecipò alla Coppa dell'Imperatore dove eliminò diverse squadre professionistiche (tra cui gli Urawa Red Diamonds e gli Yokohama Marinos) fino a giungere alla finale, in cui fu sconfitto dal Bellmare Hiratsuka.

## Divisa e sponsor
Le maglie sono prodotte dalla Mizuno e recano gli sponsor Nippon Ham nella parte anteriore e Capcom nel retro.
| Manica sinistra · Manica sinistra · Maglietta · Maglietta · Manica destra · Manica destra · Pantaloncini · Calzettoni | Manica sinistra · Manica sinistra · Maglietta · Maglietta · Manica destra · Manica destra · Pantaloncini · Calzettoni |  |

## Rosa
| N. |                     | Ruolo | Calciatore        |
| -- | ------------------- | ----- | ----------------- |
| -  | Giappone (bandiera) | P     | Nobuhiro Takeda   |
| -  | Giappone (bandiera) | P     | Jirō Takeda       |
| -  | Giappone (bandiera) | D     | Hirokazu Sasaki   |
| -  | Giappone (bandiera) | D     | Satoshi Kajino    |
| -  | Brasile (bandiera)  | D     | Toninho Cecílio   |
| -  | Giappone (bandiera) | D     | Kazuhiro Murata   |
| -  | Giappone (bandiera) | D     | Akimasa Tsukamoto |
| -  | Giappone (bandiera) | D     | Hiroyuki Inagaki  |
| -  | Giappone (bandiera) | D     | Rikiya Kawamae    |
| -  | Giappone (bandiera) | D     | Masato Otake      |
| -  | Giappone (bandiera) | D     | Kazuo Shimizu     |
| -  | Giappone (bandiera) | C     | Tomoo Kudaka      |

| N. |                     | Ruolo | Calciatore         |
| -- | ------------------- | ----- | ------------------ |
| -  | Giappone (bandiera) | C     | Naohiro Kitade     |
| -  | Giappone (bandiera) | C     | Mitsuhiro Misaki   |
| -  | Giappone (bandiera) | C     | Yasushi Mizusaki   |
| -  | Giappone (bandiera) | C     | Hiroaki Morishima  |
| -  | Giappone (bandiera) | C     | Katsuhiro Minamoto |
| -  | Brasile (bandiera)  | C     | Marquinhos         |
| -  | Giappone (bandiera) | C     | Takashi Yamahashi  |
| -  | Giappone (bandiera) | A     | Katsuo Kanda       |
| -  | Giappone (bandiera) | A     | Keisuke Makino     |
| -  | Giappone (bandiera) | A     | Tatsuya Morishige  |
| -  | Giappone (bandiera) | A     | Shinichi Sato      |

## Statistiche

### Statistiche di squadra
| Competizione          | Punti | Totale | Totale | Totale | Totale | Totale | Totale | DR  |
| Competizione          | Punti | G      | V      | N      | P      | Gf     | Gs     | DR  |
| --------------------- | ----- | ------ | ------ | ------ | ------ | ------ | ------ | --- |
| Japan Football League | -     | 30     | 26     | 0      | 4      | 85     | 33     | +52 |
| Coppa dell'Imperatore | -     | 5      | 4      | 0      | 1      | 5      | 3      | +2  |
| Totale                | -     | 35     | 30     | 0      | 5      | 90     | 36     | +54 |